# إبلافية
إبلافية أو بلاي، (بالفرنسية: Blaye)، (نطق:blaj)، هي بلدية فرنسية ومقاطعة فرعية في إقليم جرندة، في أقطانية الجديدة في جنوب غرب فرنسا.

## توأمة
لإبلافية اتفاقيات توأمة مع كل من:
- تسولبيش
- Măcin [الإنجليزية]‏
- Tàrrega [الإنجليزية]‏

## أعلام
- جان جاك مورو
- ليلى داميتا
- كاريبيرت الثاني